# 山梨県立都留興譲館高等学校
山梨県立都留興譲館高等学校（やまなしけんりつつるこうじょうかんこうとうがっこう）は、山梨県都留市に所在する公立の高等学校。

## 概要
興譲館という名前は天保13年（1842年）に谷村代官・佐々木道太郎が谷村陣屋内に教諭所（郷学）を設け、後に「谷村興譲館（やむらこうじょうかん）」と名付けられ郡内地方の教育に貢献したことが基となっている。
山梨県立桂高等学校と山梨県立谷村工業高等学校に代わる高校として開校。校舎は谷村工業高校の校舎を解体し、新築している（工事中は仮設校舎を使用）。
上記の2校を前身校とした新設合併によって開校した一方で、2016年3月までは前身の2校は募集停止をしたものの在校生がおり、スポーツ競技の大会では別の高校として扱われていたこともある（例えば第97回全国高等学校野球選手権山梨大会では都留興譲館と桂・谷村工業合同チームとで別々に出場している）。
2023年には10周年を迎え、記念式典が行われた。
部活動ではウェイトリフティング部、相撲部、英語部が全国大会へ、男子バレー部、陸上部が関東大会へ出場している。

## 設置学科
- 普通科
- 英語理数科

工業系（くくり募集）
- 機械工学科
- 電子工学科
- 制御工学科
- 環境工学科

## 沿革
- 2014年4月 - 開校。
- 2023年6月 - 創立10周年。

## アクセス
- 富士山麓電気鉄道大月線：都留文科大学前駅より徒歩約7分